# 卞寶第
卞寶第（1824年—1893年），字頌臣，江蘇儀徵人。咸豐元年舉人。捐納為刑部主事，累遷郎中、浙江道監察御史。同治元年，遷禮科給事中、擢順天府府丞。二年，遷府尹，逮捕大盜王景漋等人。五年八月授河南布政使。六年擢福建巡撫。九年，因終養母親開缺。
光緒八年，起復授湖南巡撫，捕哥老會方雪璈、曹小湖、周萬益、張景來等人。九年，署湖廣總督。十一年，回湖南巡撫任。十四年，擢閩浙總督，十六年兼管福建船政。十八年，以疾解職，十九年卒。

## 延伸阅读
[在维基数据编辑]
 在维基文库阅读此作者作品
 《清史稿/卷448》，出自趙爾巽《清史稿》